# وینسی (موتور موشک)
وینسی یک موتور موشک با سوخت مایع ساخت آژانس فضایی اروپا است که هم اکنون در حال توسعه می‌باشد. این موتور برای قدرت بخشیدن به راکت چندمرحله‌ای جدید موشک آریان ۶ طراحی شده است . 